# Pristanišče Rotterdam
Pristanišče Rotterdam (nizozemsko Haven van Rotterdam) je zelo veliko pristanišče v Rotterdamu, Nizozemska. Je največje pristanišče v Evropi. V letih 1962−2002 je bilo najbolj prometno pristanišče na svetu. Ta naziv mu je prevzelo pristanišče Singapur in pozneje pristanišče Šanghaj.
Pristanišče ima površino 105 km2 in dolžino 40 km. Deli pristanišča so Delfshaven;  Maashaven/Rijnhaven/kompleks Feijenoord; pristanišča okrog Nieuw-Mathenesse; Waalhaven; Vondelingenplaat; Eemhaven; Botlek; Europoort, Nieuwe Waterweg, Scheur in Maasvlakte
Pristanišče ima dolgo zgodovino, ki sega v pretelost do 14. stoletja. Ko se je Rotterdam povečal, je raslo tudi pristanišče. Zgradili so doke okrog reke Nieuwe Maas. 
Leta 2008 je prispelo 36.315 ladij, leta 2012 so pretovorili 441,5 milijona ton tovora, leta 2011 pa 11,87 milijona TEU zabojnikov .